# Liste der Biografien/Frat
Liste der Biografien |
Portal Biografien |
Personensuche
# |
A |
B |
C |
D |
E |
F |
G |
H |
I |
J |
K |
L |
M |
N |
O |
P |
Q |
R |
S |
T |
U |
V |
W |
X |
Y |
Z |
?
 
Fa |
Fe |
Ff |
Fh |
Fi |
Fj |
Fk |
Fl |
Fm |
Fn |
Fo |
Fr |
Ft |
Fu |
Fy
 
Fra |
Frc |
Fre |
Frg |
Fri |
Frk |
Frl |
Fro |
Frr |
Fru |
Fry
 
Fraa |
Frab |
Frac |
Frad |
Frae |
Fraf |
Frag |
Frah |
Frai |
Fraj |
Frak |
Fral |
Fram |
Fran |
Frao |
Frap |
Fraq |
Frar |
Fras |
Frat |
Frau |
Frav |
Fraw |
Fray |
Fraz
Die Liste der Biografien führt alle Personen auf, die in der deutschsprachigen Wikipedia einen Artikel haben. Dieses ist eine Teilliste mit 48 Einträgen von Personen, deren Namen mit den Buchstaben „Frat“ beginnt.

## Frat

### Frata
- Fratangelo, Björn (* 1993), US-amerikanischer Tennisspieler und -trainerBjörn Fratangelo (* 1993)

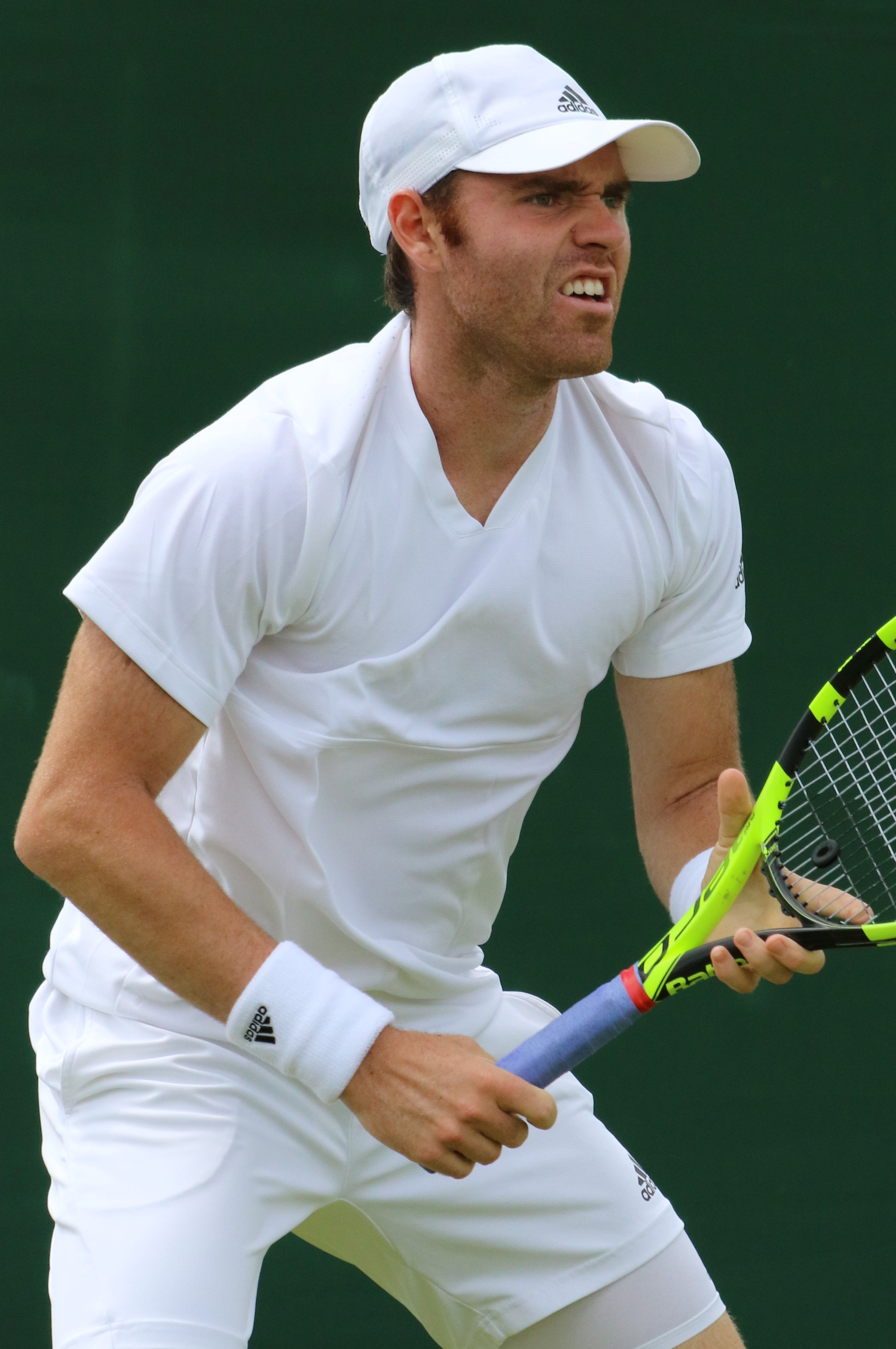
Björn Fratangelo (* 1993)

- Fratangelo, Maria, italienische Anwältin und römisch-katholische Kirchenrechtlerin
- Fratantuono, Lee M. (* 1973), US-amerikanischer Klassischer Philologe

### Fratc
- Frątczak, Andrzej (1953–1990), Todesopfer rechter Gewalt in Deutschland
- Frątczak, Radosław (* 2002), polnischer Radrennfahrer

### Frate
- Fratecolla, Giuseppe (1818–1873), Schweizer Jurist, Offizier und Politiker
- Fratellini, Annie (1932–1997), französische Zirkuskünstlerin, Musikerin und Filmschauspielerin
- Fratello, Mike (* 1947), US-amerikanischer Basketballtrainer
- Fráter, Loránd (1872–1930), ungarischer Liedermacher, Politiker und Husaren-Hauptmann
- Frater, Michael (* 1982), jamaikanischer Sprinter
- Frater, Robert (1885–1965), britischer Fechter
- Frater-Taylor, Rosie, britische Jazzmusikerin (Gesang, Gitarre)
- Fraterman, Evert (* 1950), niederländischer Rock- und Fusionmusiker (Schlagzeug)
- Fratezzi, Ítalo (1906–1980), brasilianischer Fußballspieler

### Frati
- Frati, Carlo (1863–1930), italienischer Bibliothekar, Romanist und Italianist
- Fratianne, Linda (* 1960), US-amerikanische Eiskunstläuferin
- Frățică, Mircea (* 1957), rumänischer Judoka
- Fraticelli, Franco (1928–2012), italienischer Filmeditor
- Frățilă, Constantin (1942–2016), rumänischer Fußballspieler und -trainer
- Frățilă, Dumitru (1926–1988), rumänischer Skisportler
- Frățilă, Mihai (* 1970), rumänischer Geistlicher, Bischof der Eparchie Sankt Basilius der Große in Bukarest
- Fratin, Christophe (1801–1864), französischer Bildhauer
- Fratini, Renzo (* 1944), italienischer Geistlicher, emeritierter Diplomat des Heiligen Stuhls und römisch-katholischer Erzbischof

### Frato
- Fratoianni, Nicola (* 1972), italienischer Politiker

### Fratr
- Fratrel, Joseph (1727–1783), französischer, Maler, Radierer und Kupferstecher
- Fratricsevics, Ignaz von (1820–1887), österreichischer Offizier und Mitglied der ungarischen Magnatenkammer

### Fratt
- Fratt, Gerald (* 1953), österreichischer Musiker und Kabarettist
- Fratta, Guillermo (* 1995), uruguayischer Fußballspieler
- Fratta, Robert (1957–2023), US-amerikanischer Sicherheitsdienstmitarbeiter und Mörder
- Fratter, Roger A. (* 1968), italienischer Videofilmregisseur
- Frattesi, Davide (* 1999), italienischer FußballspielerDavide Frattesi (* 1999)

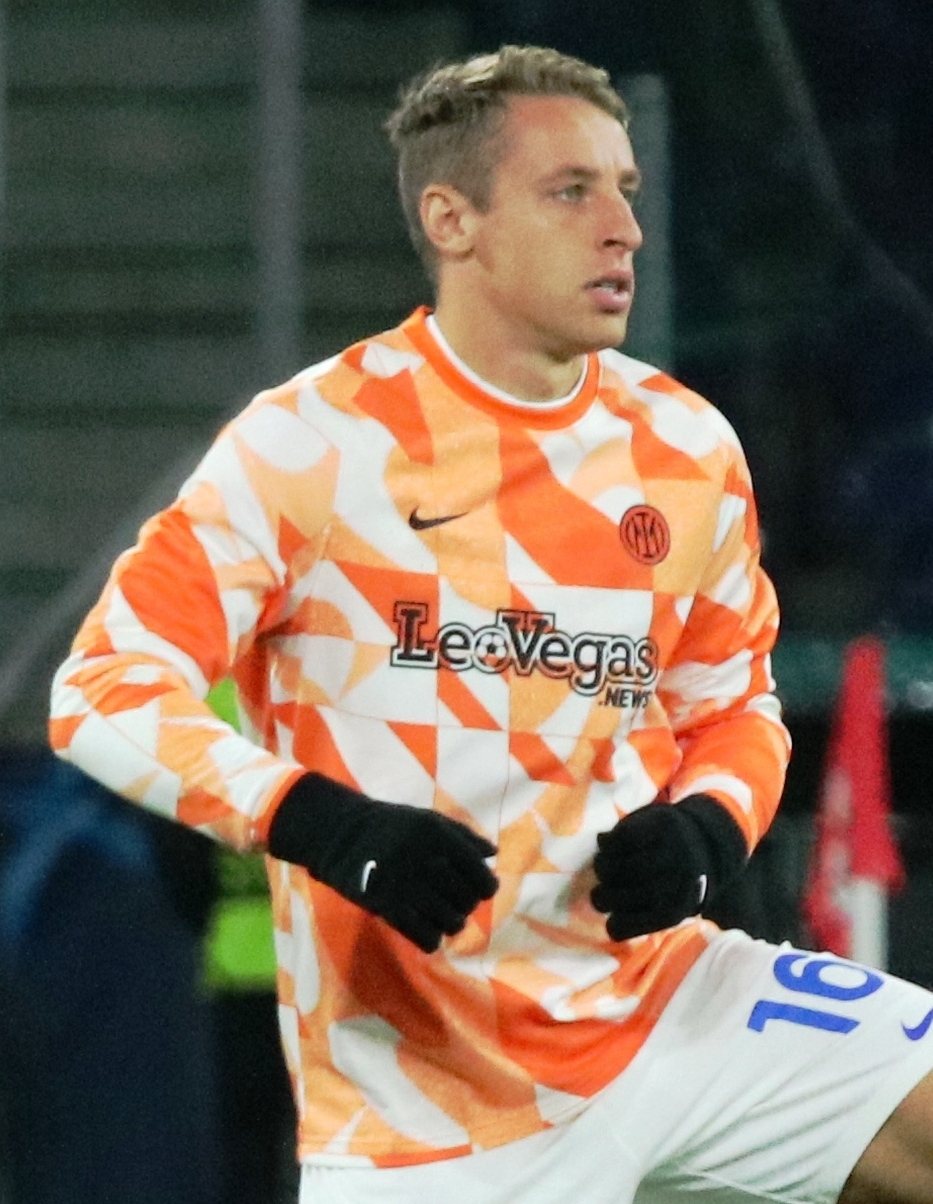
Davide Frattesi (* 1999)

- Frattin, Matt (* 1988), kanadischer Eishockeyspieler
- Frattini, Candido Maria (1767–1821), italienischer Kurienbischof
- Frattini, Davide (* 1978), italienischer Cyclocross- und Straßen-Radrennfahrer
- Frattini, Franco (1957–2022), italienischer Politiker, Mitglied der Camera dei deputati
- Frattini, Giovanni (1852–1925), italienischer Mathematiker
- Frattini, Pierpaolo (* 1984), italienischer Ruderer
- Frattini, Pietro (1821–1853), italienischer Freiheitskämpfer

### Fratu
- Fratus, Bruno (* 1989), brasilianischer Freistilschwimmer

### Fratz
- Fratz, Martin (* 1965), deutscher Dirigent, Pianist und Musikpädagoge
- Fratzer, Frithjof (1934–2010), deutscher Schriftsteller, Lyriker, Graphiker und Gärtner
- Fratzke, Erik, US-amerikanischer Jazzmusiker (Kontrabass)
- Fratzl, Peter (* 1958), österreichischer Physiker
- Fratzscher, Arnold (1904–1987), deutscher Politiker (CDU), MdL
- Fratzscher, Lucas (* 1994), deutscher Biathlet
- Fratzscher, Marcel (* 1971), deutscher ÖkonomMarcel Fratzscher (* 1971)

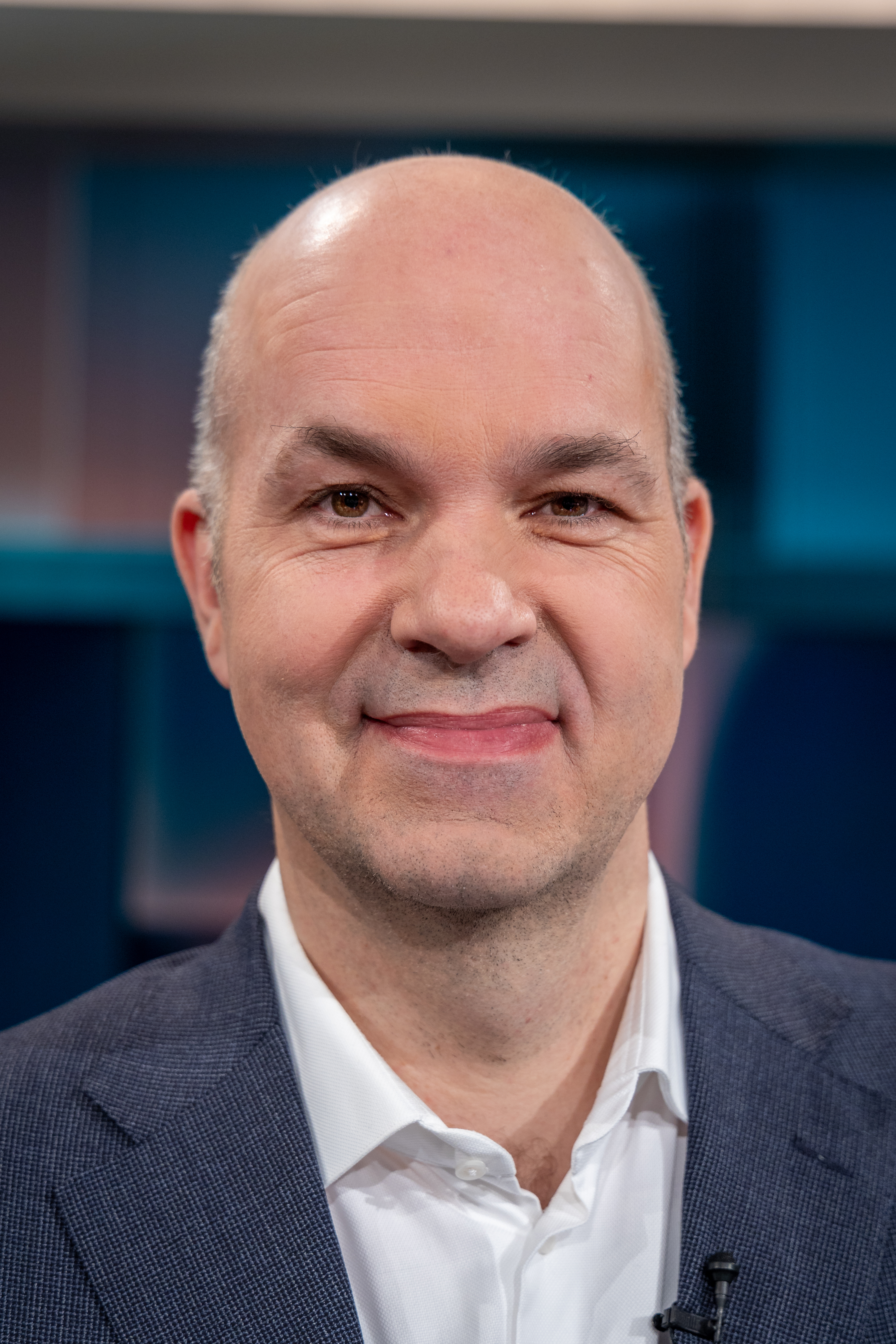
Marcel Fratzscher (* 1971)

- Fratzscher, Peter (* 1950), deutscher Film- und Fernsehregisseur
- Fratzscher, Wolfgang (1932–2021), deutscher Ingenieur und Professor